# Applet Java
Uma Java applet é uma applet enviada ao usuários em formato de bytecode Java. applet não é mais compatível após Java 9 (2017). Applets em Java podem rodar em um web browser usando uma Java Virtual Machine (JVM) ou no AppletViewer da Sun, uma aplicação standalone para testar applets. As applets java foram introduzidas na primeira versão da linguagem Java, em 1995.
Applets em Java podem adicionar recursos que não são possíveis em HTML. Como a plataforma Java é independente, as applets podem rodar em qualquer sistema operacional desde que tenham a JVM instalada.
Fazendo uma comparação com os scripts escritos em Javascript, as applets Java possuem a vantagem de serem independentes do Sistema Operacional do computador onde se executam. Por outro lado, as applets são processadas mais lentamente, e não possuem acesso aos demais componentes da página, não sendo possível, portanto, fazer diretamente coisas como controlar formulários, frames ou abrir janelas secundárias através das applets.
1. ↑  «Oracle Java SE Support Roadmap». Consultado em 20 de dezembro de 2022. Cópia arquivada em 29 de novembro de 2020